# فهرست قنات‌های شهرستان بردسکن
جدول زیر بر اساس آمار وزارت جهاد کشاورزی تهیه شده است. فهرست زیر قنات‌های شهرستان بردسکن در استان خراسان رضوی را نشان می‌دهد.
| نام قنات       | موقعیت                   | نزدیک‌ترین روستا  | طول قنات (متر) | تعداد میله چاه | عمق مادر چاه | دبی (لیتر بر ثانیه) | سطح زیر کشت (هکتار) |
| -------------- | ------------------------ | ---------------- | -------------- | -------------- | ------------ | ------------------- | ------------------- |
| ابراهیم‌آباد    | بخش انابد شهرستان بردسکن | دهان قلعه        | ۲۰۰۰           | ۱۲۰            | ۳۰           | ۲۰                  | ۰                   |
| ابراهیم‌آباد    | بخش مرکزی شهرستان بردسکن | ابراهیم‌آباد      | ۸۰۰۰           | ۵۸۰            | ۳۰           | ۸۰                  | ۰                   |
| ابری پائین     | بخش انابد شهرستان بردسکن | دهان قلعه        | ۷۰۰            | ۲۲             | ۱۵           | ۵                   | ۰                   |
| ابنو           | بخش مرکزی شهرستان بردسکن | علی‌آباد          | ۴۰۰۰           | ۱۲۰            | ۳۵           | ۷۰                  | ۰                   |
| احمدآباد       | بخش مرکزی شهرستان بردسکن | کاسف             | ۶۰۰            | ۳۰             | ۲۰           | ۱۵                  | ۴۰                  |
| احمدآباد       | بخش مرکزی شهرستان بردسکن | سیر              | ۲۵۰            | ۱۷             | ۱۵           | ۱۰                  | ۰                   |
| احمدآباد       | بخش مرکزی شهرستان بردسکن | خمین             | ۳۰۰            | ۱۲             | ۱۳           | ۱۵                  | ۳۰                  |
| اروند          | بخش انابد شهرستان بردسکن | درونه            | ۵۰۰            | ۲۰             | ۱۴           | ۲۰                  | ۰                   |
| اسماعیل‌آباد    | بخش انابد شهرستان بردسکن | اسماعیل‌آباد      | ۳۰۰۰           | ۹۵             | ۲۵           | ۲۰                  | ۰                   |
| اصلی خمین      | بخش مرکزی شهرستان بردسکن | خمین             | ۲۵۰۰           | ۷۰             | ۲۵           | ۴۰                  | ۳۰۰                 |
| اصلی روستا     | بخش مرکزی شهرستان بردسکن | شمس‌آباد          | ۱۵۰۰           | ۴۵             | ۲۰           | ۴۵                  | ۰                   |
| افراب          | بخش مرکزی شهرستان بردسکن | علی‌آباد          | ۱۵۰۰           | ۶۰             | ۲۵           | ۲۳                  | ۶۰                  |
| آقابابا        | بخش انابد شهرستان بردسکن | درونه            | ۳۰۰            | ۱۱             | ۸            | ۵                   | ۰                   |
| القبای بالا    | بخش مرکزی شهرستان بردسکن | بیجورد           | ۳۰۰            | ۶              | ۸            | ۱۵                  | ۱۵                  |
| القبای پائین   | بخش مرکزی شهرستان بردسکن | بیجورد           | ۸۰۰            | ۱۵             | ۲۰           | ۴۰                  | ۲۰                  |
| امیرآباد       | بخش مرکزی شهرستان بردسکن | بردسکن           | ۶۰۰            | ۲۰             | ۱۵           | ۱۵                  | ۰                   |
| آهوبم          | بخش مرکزی شهرستان بردسکن | آهوبم            | ۱۵۰۰           | ۴۵             | ۵۰           | ۳۵                  | ۰                   |
| باب الحکم      | بخش انابد شهرستان بردسکن | باب الحکم        | ۹۰۰۰           | ۲۵۰            | ۵۰           | ۸۰                  | ۱۸۰                 |
| بالا ده        | بخش مرکزی شهرستان بردسکن | نظام‌آباد         | ۱۵۰۰           | ۶۰             | ۳۳           | ۳۰                  | ۵۰                  |
| بالا سیر       | بخش مرکزی شهرستان بردسکن | سیر              | ۳۰۰۰           | ۹۰             | ۴۵           | ۳۰                  | ۱۲۰                 |
| بالاجو         | بخش انابد شهرستان بردسکن | بالاجو           | ۱۵۰۰           | ۷۰             | ۲۰           | ۱۵                  | ۳۰                  |
| برجک           | بخش انابد شهرستان بردسکن | برجک             | ۳۰۰۰           | ۱۵۰            | ۳۰           | ۵۰                  | ۱۵۰                 |
| برق بالا       | بخش مرکزی شهرستان بردسکن | کلاته برق        | ۱۲۰۰           | ۵۰             | ۲۵           | ۱۵                  | ۰                   |
| برنورد سفلی    | بخش انابد شهرستان بردسکن | برجک             | ۲۰۰۰           | ۵۰             | ۵۰           | ۳۵                  | ۰                   |
| برنورد علیا    | بخش مرکزی شهرستان بردسکن | برجک             | ۲۰۰۰           | ۴۰             | ۳۰           | ۴۰                  | ۰                   |
| بیجورد بالا    | بخش مرکزی شهرستان بردسکن | بیجورد           | ۱۵۰۰           | ۳۰             | ۲۰           | ۱۵۰                 | ۱۵۰                 |
| بیجورد پائین   | بخش مرکزی شهرستان بردسکن | بیجورد           | ۲۰۰۰           | ۴۰             | ۲۲           | ۲۰                  | ۶۰                  |
| بیرگ           | بخش انابد شهرستان بردسکن | دشت درونه        | ۷۰۰            | ۲۰             | ۱۵           | ۱۵                  | ۰                   |
| تجرود          | بخش مرکزی شهرستان بردسکن | کاسف             | ۱۱۰۰           | ۵۰             | ۲۵           | ۲۵                  | ۶۰                  |
| تنگل خوشاب     | بخش مرکزی شهرستان بردسکن | خوشاب            | ۰              | ۸              | ۲۵           | ۲۵                  | ۰                   |
| تک جوز         | بخش مرکزی شهرستان بردسکن | کاسف             | ۴۰۰            | ۱۲             | ۹            | ۱۰                  | ۸                   |
| تک پیوند       | بخش مرکزی شهرستان بردسکن | کبودان           | ۲۰۰            | ۸              | ۶            | ۲۰                  | ۸                   |
| حاجی‌آباد       | بخش مرکزی شهرستان بردسکن | سنگ پیر          | ۷۰۰            | ۱۶             | ۸            | ۲۵                  | ۰                   |
| حسام‌آباد       | بخش مرکزی شهرستان بردسکن | کبودان           | ۳۰۰۰           | ۲۰             | ۲۰           | ۳۵                  | ۲۰                  |
| حسن‌آباد        | بخش انابد شهرستان بردسکن | حسن‌آباد          | ۱۳۰۰           | ۴۵             | ۲۰           | ۳۲                  | ۰                   |
| حسین‌آباد       | بخش مرکزی شهرستان بردسکن | هدک              | ۲۰۰۰           | ۳۲             | ۱۸           | ۲۵                  | ۱۲۰                 |
| خنجری بالا     | بخش انابد شهرستان بردسکن | خنجری            | ۶۰۰            | ۱۳             | ۱۷           | ۱۰                  | ۰                   |
| خنجری وسط      | بخش انابد شهرستان بردسکن | خنجری            | ۷۰۰            | ۱۵             | ۱۷           | ۱۲                  | ۰                   |
| خنجری پائین    | بخش انابد شهرستان بردسکن | خنجری            | ۸۰۰            | ۴۰             | ۲۰           | ۱۵                  | ۰                   |
| خور            | بخش مرکزی شهرستان بردسکن | خور              | ۷۰۰            | ۴۰             | ۲۵           | ۵۰                  | ۳۵                  |
| درخت توت       | بخش مرکزی شهرستان بردسکن | کاسف             | ۴۰۰            | ۲۰             | ۱۵           | ۱۰                  | ۰                   |
| درویش‌آباد      | بخش مرکزی شهرستان بردسکن | خانقاه           | ۵۰۰            | ۱۶             | ۱۲           | ۲۵                  | ۰                   |
| دریاآب         | بخش مرکزی شهرستان بردسکن | خوشاب            | ۲۵۰            | ۵              | ۱۰           | ۱۵                  | ۰                   |
| ده علا’ الدین  | بخش مرکزی شهرستان بردسکن | کاسف             | ۵۰۰            | ۲۵             | ۲۰           | ۱۰                  | ۳۰                  |
| دوغ‌آباد        | بخش انابد شهرستان بردسکن | دوغ‌آباد          | ۲۱۰۰           | ۸۸             | ۲۵           | ۳۰                  | ۰                   |
| دولاب انابد    | بخش انابد شهرستان بردسکن | انابد            | ۵۵۰۰           | ۱۵۰            | ۵۰           | ۱۰۰                 | ۵۰۰                 |
| رسن            | بخش انابد شهرستان بردسکن | رسن              | ۱۰۰۰           | ۲۵             | ۲۰           | ۱۰                  | ۰                   |
| رضاآباد        | بخش مرکزی شهرستان بردسکن | کبودان           | ۳۰۰            | ۱۳             | ۱۰           | ۱۵                  | ۱۱                  |
| روح‌آباد        | بخش مرکزی شهرستان بردسکن | هدک              | ۱۰۰۰           | ۱۲             | ۱۳           | ۲۰                  | ۱۵۰                 |
| رودمر          | بخش مرکزی شهرستان بردسکن | کاسف             | ۲۰۰            | ۶              | ۱۰           | ۲۵                  | ۵۰                  |
| رودگز          | بخش مرکزی شهرستان بردسکن | خور              | ۱۳۰۰           | ۲۸             | ۱۳           | ۳۰                  | ۳۵                  |
| روشن‌آباد       | بخش مرکزی شهرستان بردسکن | هدک              | ۱۵۰۰           | ۳۰             | ۲۱           | ۲۵                  | ۱۲۰                 |
| روشن‌آباد       | بخش مرکزی شهرستان بردسکن | خوشاب            | ۱۵۰            | ۸              | ۱۰           | ۸                   | ۰                   |
| سبلار          | بخش مرکزی شهرستان بردسکن | علی‌آباد          | ۱۵۰۰           | ۷۰             | ۳۰           | ۱۵                  | ۰                   |
| سرتنگل علیا    | بخش مرکزی شهرستان بردسکن | خور              | ۱۳۰۰           | ۹۰             | ۲۵           | ۴۵                  | ۴۰                  |
| سرخ رود        | بخش مرکزی شهرستان بردسکن | خور              | ۲۰۰            | ۸              | ۵            | ۱۴                  | ۱۲                  |
| سرده           | بخش مرکزی شهرستان بردسکن | سیر              | ۲۰۰            | ۹              | ۰            | ۱۵                  | ۰                   |
| سعدآباد        | بخش مرکزی شهرستان بردسکن | هدک              | ۲۰۰۰           | ۲۵             | ۲۶           | ۳۵                  | ۱۵۰                 |
| سلطان‌آباد      | بخش مرکزی شهرستان بردسکن | کبودان           | ۲۰۰            | ۱۵             | ۱۰           | ۱۵                  | ۱۱                  |
| سنگ سفید       | بخش انابد شهرستان بردسکن | دشت درونه        | ۳۵۰            | ۱۲             | ۱۰           | ۴۰                  | ۲۰                  |
| سه بندون       | بخش مرکزی شهرستان بردسکن | خور              | ۲۵۰            | ۲۵             | ۱۳           | ۱۵                  | ۳۰                  |
| سولک بالا      | بخش مرکزی شهرستان بردسکن | کاسف             | ۴۰۰            | ۴۰             | ۲۰           | ۱۵                  | ۳۰                  |
| شبده سفلی      | بخش مرکزی شهرستان بردسکن | خور              | ۵۰۰            | ۱۳             | ۲۵           | ۲۰                  | ۳۰                  |
| شجاع‌آباد       | بخش مرکزی شهرستان بردسکن | کبودان           | ۶۰۰            | ۲۴             | ۱۵           | ۲۵                  | ۱۵                  |
| شریف‌آباد       | بخش انابد شهرستان بردسکن | شریف‌آباد         | ۱۵۰۰           | ۵۸             | ۲۰           | ۳۵                  | ۵۰                  |
| شفیع‌آباد       | بخش مرکزی شهرستان بردسکن | شفیع‌آباد         | ۹۰۰            | ۳۰             | ۱۵           | ۵۰                  | ۱۰۰                 |
| شلاقه          | بخش انابد شهرستان بردسکن | شلاقه            | ۲۰۰۰           | ۶۵             | ۲۳           | ۲۵                  | ۰                   |
| شیرین انابد    | بخش انابد شهرستان بردسکن | انابد            | ۲۸۰۰           | ۶۷             | ۳۰           | ۲۵                  | ۶۰                  |
| صالحیه         | بخش مرکزی شهرستان بردسکن | صالحیه           | ۱۵۰۰           | ۶۵             | ۲۵           | ۳۰                  | ۰                   |
| صفا’یه         | بخش انابد شهرستان بردسکن | دهان قلعه        | ۶۰۰            | ۱۲             | ۱۳           | ۱۰                  | ۵                   |
| عبدل‌آباد       | بخش مرکزی شهرستان بردسکن | آهوبم            | ۳۷۰            | ۱۲             | ۱۵           | ۲۰                  | ۰                   |
| علی بیک        | بخش انابد شهرستان بردسکن | علی بیک          | ۱۸۰۰           | ۸۰             | ۳۰           | ۳۰                  | ۰                   |
| علی پلنگ       | بخش انابد شهرستان بردسکن | علی پلنگ         | ۱۷۰۰           | ۸۰             | ۲۵           | ۱۵                  | ۱۰۰                 |
| علیای هدک      | بخش مرکزی شهرستان بردسکن | هدک              | ۲۰۰۰           | ۵۰             | ۳۰           | ۱۰۰                 | ۳۰۰                 |
| علی‌آباد        | بخش انابد شهرستان بردسکن | دهان قلعه        | ۷۰۰            | ۱۳             | ۱۰           | ۱۵                  | ۲۵                  |
| علی‌آباد        | بخش مرکزی شهرستان بردسکن | سنگ پیر          | ۸۰۰            | ۳۱             | ۱۱           | ۲۵                  | ۰                   |
| عنبرستان سفلی  | بخش مرکزی شهرستان بردسکن | زیر وقت          | ۱۷۰۰           | ۸۰             | ۱۵           | ۱۵                  | ۰                   |
| غنچه نی        | بخش انابد شهرستان بردسکن | دهان قلعه        | ۶۵۰            | ۲۰             | ۲۰           | ۱۵                  | ۵۰                  |
| فرخ‌آباد        | بخش مرکزی شهرستان بردسکن | هدک              | ۶۰۰            | ۲۰             | ۲۰           | ۲۰                  | ۱۰                  |
| قاسم‌آباد       | بخش انابد شهرستان بردسکن | قاسم‌آباد         | ۲۵۰۰           | ۵۰             | ۲۵           | ۲۵                  | ۲۴                  |
| قبر سفید       | بخش مرکزی شهرستان بردسکن | خمین             | ۲۰۰۰           | ۷۰             | ۲۳           | ۳۰                  | ۸۰                  |
| قنات اصلی      | بخش مرکزی شهرستان بردسکن | سنگ پیر          | ۵۰۰            | ۱۴             | ۷            | ۱۵                  | ۰                   |
| قنات انابد     | بخش انابد شهرستان بردسکن | انابد            | ۷۵۰۰           | ۲۱۰            | ۳۰           | ۸۰                  | ۲۰۰                 |
| قنات بزرگ      | بخش مرکزی شهرستان بردسکن | بردسکن           | ۶۰۰۰           | ۲۳۰            | ۴۰           | ۴۵                  | ۰                   |
| قنات سفلی      | بخش مرکزی شهرستان بردسکن | هدک              | ۳۰۰۰           | ۱۰۰            | ۳۵           | ۳۵                  | ۱۳۰                 |
| قنات کوچک      | بخش مرکزی شهرستان بردسکن | بردسکن           | ۵۵۰۰           | ۲۰۰            | ۳۵           | ۳۵                  | ۰                   |
| مبارک شاه      | بخش مرکزی شهرستان بردسکن | سیر              | ۳۰۰            | ۷              | ۱۲           | ۱۰                  | ۰                   |
| محمدآباد       | بخش مرکزی شهرستان بردسکن | شفیع‌آباد         | ۲۲۰۰           | ۶۰             | ۷۰           | ۴۰                  | ۰                   |
| محمدآباد       | بخش مرکزی شهرستان بردسکن | زیر وقت          | ۱۷۰۰           | ۳۰             | ۱۴           | ۲۵                  | ۰                   |
| محمدآباد       | بخش انابد شهرستان بردسکن | کلاته جمعه       | ۲۲۰            | ۱۳             | ۱۴           | ۷                   | ۰                   |
| محمدآباد پشتکو | بخش انابد شهرستان بردسکن | محمدآباد پشت کوه | ۱۶۰۰           | ۱۰۰            | ۲۵           | ۲۰                  | ۰                   |
| محمدزورآب      | بخش انابد شهرستان بردسکن | محمدزورآب        | ۵۰۰            | ۱۰             | ۱۵           | ۱۰                  | ۰                   |
| مظفرآباد       | بخش انابد شهرستان بردسکن | مظفرآباد         | ۱۸۰۰           | ۶۵             | ۲۵           | ۲۵                  | ۰                   |
| مظفری          | بخش مرکزی شهرستان بردسکن | بردسکن           | ۵۰۰۰           | ۱۷۰            | ۲۵           | ۴۰                  | ۰                   |
| مظفری          | بخش مرکزی شهرستان بردسکن | علی‌آباد          | ۱۶۰۰           | ۷۵             | ۳۰           | ۲۵                  | ۷۵۰                 |
| معصوم‌آباد      | بخش انابد شهرستان بردسکن | علی بیک          | ۱۱۰۰           | ۳۵             | ۲۰           | ۱۵                  | ۰                   |
| مهلار          | بخش انابد شهرستان بردسکن | مهلار            | ۲۰۰۰           | ۵۰             | ۳۰           | ۳۰                  | ۰                   |
| نصرت‌آباد       | بخش مرکزی شهرستان بردسکن | خمین             | ۱۴۰۰           | ۳۵             | ۲۵           | ۳۰                  | ۱۰                  |
| نوبهار         | بخش مرکزی شهرستان بردسکن | بردسکن           | ۳۵۰۰           | ۶۰             | ۵۰           | ۸۰                  | ۰                   |
| نوری           | بخش مرکزی شهرستان بردسکن | خور              | ۱۵۰            | ۸              | ۱۲           | ۱۵                  | ۸                   |
| نوکاریز سفلی   | بخش مرکزی شهرستان بردسکن | کاسف             | ۱۳۰۰           | ۴۵             | ۲۰           | ۱۵                  | ۵۰                  |
| نوکاریز علیا   | بخش مرکزی شهرستان بردسکن | کاسف             | ۴۰۰            | ۰              | ۰            | ۲۰                  | ۴۰                  |
| نوکاریز وسط    | بخش مرکزی شهرستان بردسکن | کاسف             | ۱۰۰۰           | ۳۰             | ۱۵           | ۲۵                  | ۲۰                  |
| نگین سفلی      | بخش مرکزی شهرستان بردسکن | خوشاب            | ۵۰۰            | ۱۰             | ۱۸           | ۲۳                  | ۰                   |
| نگین علیا      | بخش مرکزی شهرستان بردسکن | خوشاب            | ۲۵۰            | ۲۰             | ۲۵           | ۲۰                  | ۰                   |
| هادی‌آباد       | بخش مرکزی شهرستان بردسکن | سیر              | ۲۰۰            | ۱۱             | ۶            | ۱۵                  | ۰                   |
| پائین ده       | بخش مرکزی شهرستان بردسکن | نظام‌آباد         | ۱۹۰۰           | ۶۰             | ۳۰           | ۳۰                  | ۵۰                  |
| پایین سیر      | بخش مرکزی شهرستان بردسکن | سیر              | ۲۸۰۰۰          | ۸۰             | ۴۰           | ۳۵                  | ۱۲۰                 |
| پیش آخور       | بخش مرکزی شهرستان بردسکن | خور              | ۱۵۰            | ۱۶             | ۵            | ۱۵                  | ۱۵                  |
| چاقی           | بخش انابد شهرستان بردسکن | دهان قلعه        | ۱۸۰۰           | ۶۵             | ۲۵           | ۱۵                  | ۱۲                  |
| چاه مجنگ       | بخش انابد شهرستان بردسکن | دشت درونه        | ۶۰۰            | ۱۵             | ۱۸           | ۱۰                  | ۰                   |
| چشمه سلیمان    | بخش انابد شهرستان بردسکن | چشمه حاج سلیمان  | ۱۰۰            | ۵              | ۸            | ۴۰                  | ۶۰                  |
| چناران         | بخش مرکزی شهرستان بردسکن | علی‌آباد          | ۲۰۰۰           | ۲۸             | ۲۸           | ۱۵                  | ۰                   |
| چهل دختران     | بخش مرکزی شهرستان بردسکن | سیر              | ۱۰۰            | ۵              | ۳            | ۲۰                  | ۰                   |
| کبودان سفلی    | بخش مرکزی شهرستان بردسکن | کبودان           | ۱۵۰۰           | ۷۰             | ۲۵           | ۳۵                  | ۱۰۰                 |
| کبودان علیا    | بخش مرکزی شهرستان بردسکن | کبودان           | ۳۰۰۰           | ۱۰۰            | ۶۵           | ۴۰                  | ۱۵۰                 |
| کدوغن          | بخش مرکزی شهرستان بردسکن | کدوغن            | ۳۰۰۰           | ۷۵             | ۳۰           | ۳۰                  | ۰                   |
| کلاته تقوی     | بخش مرکزی شهرستان بردسکن | خوشاب            | ۲۰۰            | ۱۳             | ۲۰           | ۱۵                  | ۰                   |
| کلاته حاجمحمد  | بخش مرکزی شهرستان بردسکن | کبودان           | ۲۰۰            | ۲۵             | ۸            | ۲۵                  | ۱۰                  |
| کلاته حاجی     | بخش مرکزی شهرستان بردسکن | کاسف             | ۱۰۰            | ۵              | ۱۰           | ۸                   | ۵                   |
| کلاته خان      | بخش مرکزی شهرستان بردسکن | خمین             | ۱۸۰۰           | ۳۵             | ۲۰           | ۳۰                  | ۷۰                  |
| کلاته دمبلوک   | بخش مرکزی شهرستان بردسکن | کاسف             | ۳۵۰            | ۱۵             | ۱۵           | ۱۵                  | ۱۰                  |
| کلاته رضانجات  | بخش مرکزی شهرستان بردسکن | بیجورد           | ۲۰۰            | ۵              | ۷            | ۱۵                  | ۴                   |
| کلاته روظریف   | بخش مرکزی شهرستان بردسکن | کاسف             | ۲۰۰            | ۶              | ۷            | ۱۵                  | ۱۰                  |
| کلاته زنگ زر   | بخش مرکزی شهرستان بردسکن | هدک              | ۱۰۰۰           | ۵۰             | ۳            | ۱۵                  | ۲۰                  |
| کلاته سیدآباد  | بخش مرکزی شهرستان بردسکن | آهوبم            | ۳۵۰            | ۱۵             | ۱۵           | ۱۲                  | ۱۰                  |
| کلاته شور      | بخش انابد شهرستان بردسکن | چشمه حاج سلیمان  | ۴۰۰            | ۷۰             | ۲۰           | ۵۰                  | ۶۰                  |
| کلاته عرب بیگ  | بخش مرکزی شهرستان بردسکن | سیر              | ۱۰۰            | ۴              | ۴            | ۱۴                  | ۰                   |
| کلاته عزیز     | بخش مرکزی شهرستان بردسکن | هدک              | ۵۰۰۰           | ۱۰             | ۷            | ۱۵                  | ۱۵                  |
| کلاته قزاق     | بخش مرکزی شهرستان بردسکن | سیر              | ۱۸۰            | ۶              | ۷            | ۱۵                  | ۰                   |
| کلاته قلی      | بخش مرکزی شهرستان بردسکن | برجک             | ۲۰۰۰           | ۱۰             | ۲۰           | ۱۵                  | ۰                   |
| کلاته نجف      | بخش انابد شهرستان بردسکن | کلاته نجف        | ۵۰۰            | ۱۷             | ۱۰           | ۲۵                  | ۵۰                  |
| کلاته نوابات   | بخش مرکزی شهرستان بردسکن | برجک             | ۱۰۰۰           | ۰              | ۲۰           | ۲۰                  | ۰                   |
| کلاته نورمحمد  | بخش مرکزی شهرستان بردسکن | کبودان           | ۷۰۰            | ۲۰             | ۱۵           | ۱۵                  | ۵                   |
| کوشکوه بالا    | بخش انابد شهرستان بردسکن | دهان قلعه        | ۱۰۰۰           | ۳۵             | ۱۵           | ۱۵                  | ۲۵                  |
| کوشکوه پائین   | بخش انابد شهرستان بردسکن | دهان قلعه        | ۱۰۰۰           | ۴۰             | ۲۰           | ۳۰                  | ۱۴۰                 |
| کوشینگ         | بخش انابد شهرستان بردسکن | دهان قلعه        | ۲۰۰            | ۱۷۰            | ۲۵           | ۱۵                  | ۰                   |
| کولاب          | بخش مرکزی شهرستان بردسکن | خمین             | ۸۰۰            | ۳۵             | ۱۸           | ۲۵                  | ۲۰                  |
| گدار برنجی     | بخش مرکزی شهرستان بردسکن | کبودان           | ۲۰۰            | ۲۰             | ۶            | ۲۰                  | ۹                   |
| گرینگ          | بخش مرکزی شهرستان بردسکن | کاسف             | ۱۵۰            | ۵              | ۱۲           | ۱۰                  | ۴۰                  |
| گل زیروک       | بخش مرکزی شهرستان بردسکن | سیر              | ۱۵۰            | ۵              | ۳            | ۲۰                  | ۰                   |
| گل زیروک       | بخش مرکزی شهرستان بردسکن | بیجورد           | ۷۰۰            | ۱۵             | ۷            | ۱۶                  | ۱۵                  |
| گل‌محمد نورمحمد | بخش مرکزی شهرستان بردسکن | کبودان           | ۵۰             | ۵              | ۳۰           | ۱۰                  | ۶                   |
| گودال آب       | بخش مرکزی شهرستان بردسکن | خوشاب            | ۱۵۰            | ۷              | ۱۵           | ۲۰                  | ۰                   |